# St. John Fisher College (CDP, New York)
St. John Fisher College est une census-designated place du comté de Monroe, dans l'État de New York, aux États-Unis. En 2020, elle compte une population de 1 307 habitants.